# Antal Szendey
Antal Gyula Szendey, wcześniej Szauer (ur. 7 marca 1915 w Budapeszcie, zm. 6 maja 1994 tamże) – węgierski wioślarz, brązowy medalista olimpijski.
Wystąpił na igrzyskach olimpijskich w Berlinie, gdzie w ósemkach Węgrzy zajęli piąte miejsce. Na igrzyskach olimpijskich w Londynie w 1948 roku startował w dwójkach ze sternikiem. Osada Węgier w składzie: Antal Szendey, Béla Zsitnik i Róbert Zimonyi (sternik) wywalczyła brązowy medal. W finale o 24,7 sekundy przegrali z Duńczykami, a o 13 sekund szybsi byli Włosi. 
Ponadto w ósemkach zdobył złoty medal na mistrzostwach Europy w Berlinie (1935) i srebrny na mistrzostwach Europy w Mediolanie (1938). Wywalczył również złoty w dwójkach ze sternikiem medal na mistrzostwach Europy w Lucernie (1947) i brązowy w czwórkach bez sternika na mistrzostwach Europy w Amsterdamie (1937).
Brał udział  w II wojnie światowej, podczas której dostał się do francuskiej niewoli. Po zakończeniu kariery pracował jako trener.